# Gordon Castle

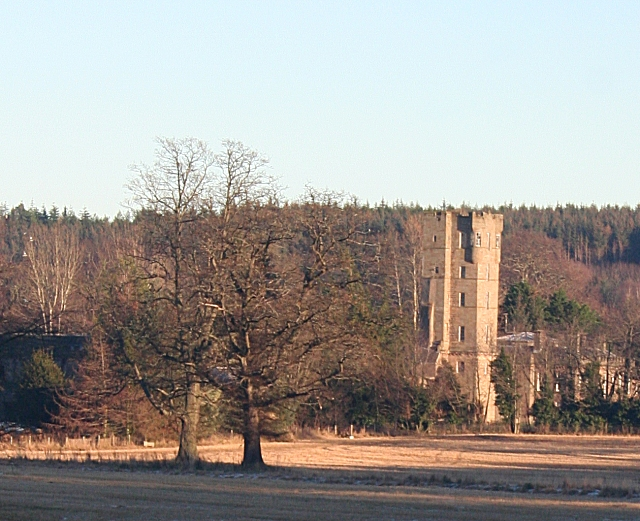
Gordon Castle

Gordon Castle ist ein Landhaus im Dorf Gight bei Fochabers in der schottischen Council Area Moray. Das Haus, das ursprünglich Bog-of-Gight hieß, war der Hauptsitz der Dukes of Gordon. Nach einem Umbau im 18. Jahrhundert wurde es eines der größten Landhäuser, die je in Schottland gebaut wurden. Seither ist allerdings viel davon abgerissen worden.

## Geschichte

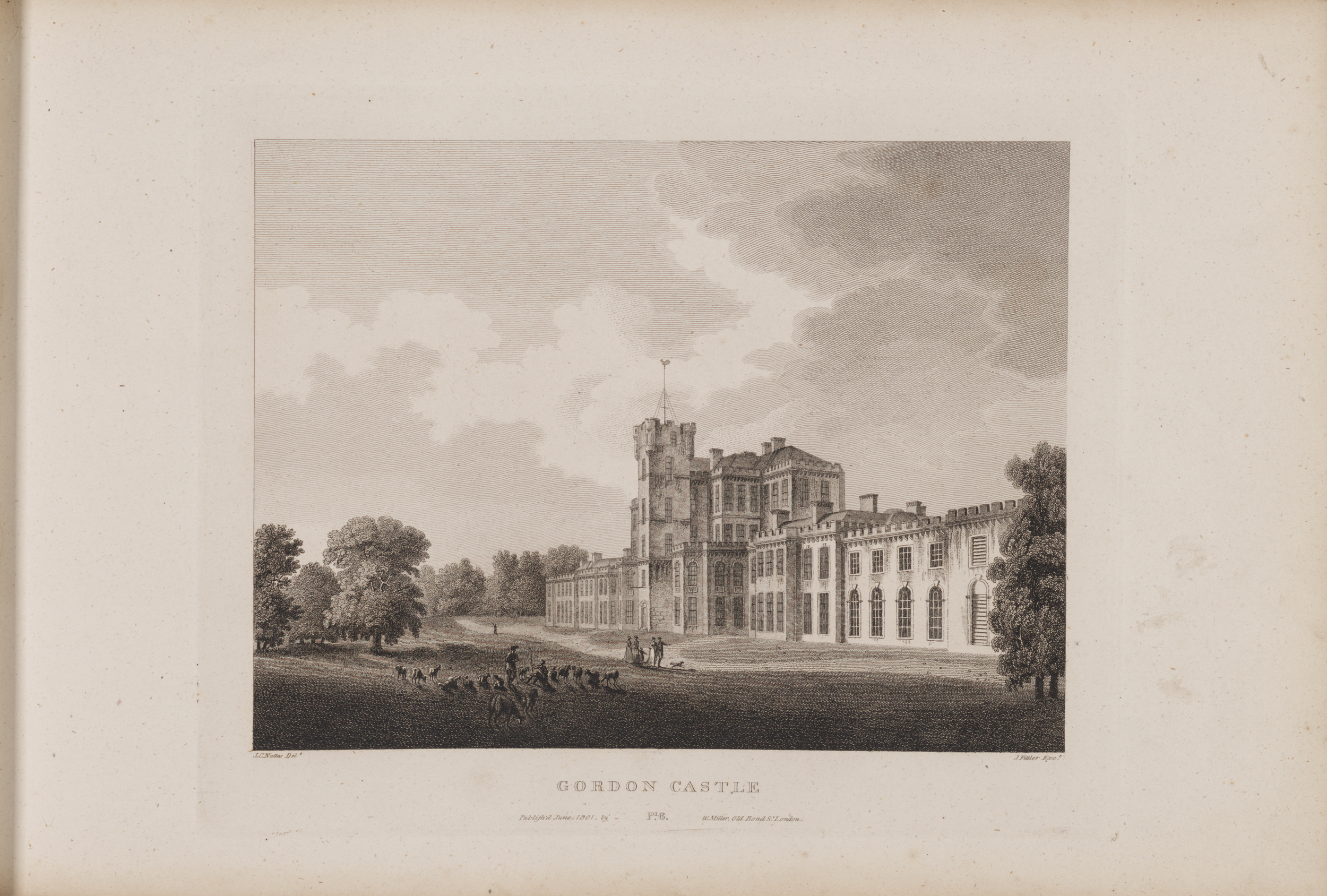
Gravierung des Landhauses von James Fittler in Scotia Depicta (1804)

Das ursprüngliche Landhaus ließ George Gordon, 2. Earl of Huntly, in den 1470er-Jahren erbauen; sein Enkel ließ es erweitern.
Der schottische Architekt John Adam wurde zusammen mit dem französischen Architekten Abraham Roumieu 1764 beauftragt, das Landhaus umzubauen, aber die Pläne wurden nie realisiert. Später fiel der Auftrag an den weniger bekannten Architekten John Baxter aus Edinburgh, der schließlich 1769 Gordon Castle im Auftrag von Alexander Gordon, 4. Duke of Gordon, umbaute. Im vierstöckigen Mittelblock war ein mittelalterlicher Turm namens Bog-of-Gight mit sechs Stockwerken integriert. Seitlich waren zwei zweistöckige Flügel angebaut. Die Hauptfassade war 173 Meter lang. Der größte Teil des Landhauses wurde abgerissen, aber der Bog-of-Gight und einer der Flügelbauten – heute ein eigenes kleines Landhaus – sind bis heute erhalten.

## Listungen
Historic Scotland hat das Landhaus als historisches Bauwerk der Kategorie A gelistet, ebenso wie den Turm Bog-of-Gight. Ebenfalls historische Bauwerke der Kategorie A sind die West Lodge mit Eingang, die Gordon Castle Farm, das Lakeside House und die Kapelle mit dem Kapellenhaus. Daneben sind viele historische Bauwerke auf dem Grundstück und im Garten als solche der Kategorie B oder C eingestuft. Außerdem ist das Landhaus im Inventory of Gardens and Designed Landscapes in Scotland aufgeführt.